# Harmadik Boriszov-kormány
A Harmadik Boriszov-kormány Bulgária koalíciós kormánya volt 2017. május 4. óta. A 2017-es választásokat a GERB nyerte, így Bojko Boriszov korábbi miniszterelnök harmadjára is kormányt alakított. A kormányban koalíciós partnerként az Egyesült Hazafiak nevű választási szövetség is jelen volt.

## A kormány tagjai
| név                                                                                  | hivatal kezdete   | hivatal vége | párt              | megjegyzés        |
| ------------------------------------------------------------------------------------ | ----------------- | ------------ | ----------------- | ----------------- |
| Miniszterelnök                                                                       |                   |              |                   |                   |
| Bojko Boriszov                                                                       | 2017. május 4.    | hivatalban   | GERB              | pártelnök         |
| Miniszterelnök-helyettes                                                             |                   |              |                   |                   |
| Tomiszlav Doncsev                                                                    | 2017. május 4.    | hivatalban   | GERB              |                   |
| Gazdaságért és demográfiai politikáért felelős miniszterelnök-helyettes              |                   |              |                   |                   |
| Marijana Nikolova                                                                    | 2017. május 4.    | hivatalban   | pártonkívüli      |                   |
| Közrendért és nemzetbiztonságért felelős miniszterelnök-helyettes, védelmi miniszter |                   |              |                   |                   |
| Krasimir Karakacsanov                                                                | 2017. május 4.    | hivatalban   | Egyesült Hazafiak | a VMRO pártelnöke |
| Az igazságügyi reformért felelős miniszterelnök-helyettes, külügyminiszter           |                   |              |                   |                   |
| Ekaterina Zakarieva                                                                  | 2017. május 4.    | hivatalban   | pártonkívüli      |                   |
| Pénzügyminiszter                                                                     |                   |              |                   |                   |
| Vladiszlav Goranov                                                                   | 2017. május 4.    | hivatalban   | GERB              |                   |
| Igazságügyminiszter                                                                  |                   |              |                   |                   |
| Danail Kirov                                                                         | 2017. május 4.    | hivatalban   | GERB              |                   |
| Belügyminiszter                                                                      |                   |              |                   |                   |
| Mladen Marinov                                                                       | 2017. május 4.    | hivatalban   | pártonkívüli      |                   |
| Egészségügyi miniszter                                                               |                   |              |                   |                   |
| Kiril Ananiev                                                                        | 2017. május 4.    | hivatalban   | pártonkívüli      |                   |
| Oktatásügyi és tudományos miniszter                                                  |                   |              |                   |                   |
| Krasimir Valcsev                                                                     | 2017. május 4.    | hivatalban   | pártonkívüli      |                   |
| Utazásügyi, információs, technológiai és kommunikációs miniszter                     |                   |              |                   |                   |
| Rosen Zsejazkov                                                                      | 2017. május 4.    | hivatalban   | pártonkívüli      |                   |
| Energiaügyminiszter                                                                  |                   |              |                   |                   |
| Temenuzska Petkova                                                                   | 2017. május 4.    | hivatalban   | pártonkívüli      |                   |
| Turizmusügyminiszter                                                                 |                   |              |                   |                   |
| Nikolina Angelkova                                                                   | 2017. május 4.    | hivatalban   | GERB              |                   |
| Ifjúság- és sportügyi miniszter                                                      |                   |              |                   |                   |
| Kraszen Kralev                                                                       | 2017. május 4.    | hivatalban   | GERB              |                   |
| Az Európai Unió Tanácsának bolgár elnökségéért felelős miniszter                     |                   |              |                   |                   |
| Liljana Pavlova                                                                      | 2017. május 4.    | hivatalban   | GERB              |                   |
| Regionális fejlesztésért és közmunkáért felelős miniszter                            |                   |              |                   |                   |
| Petya Avramova                                                                       | 2017. május 4.    | hivatalban   | pártonkívüli      |                   |
| Gazdasági miniszter                                                                  |                   |              |                   |                   |
| Emil Karanikolov                                                                     | 2017. május 4.    | hivatalban   | pártonkívüli      |                   |
| Munkaügyi és szociálpolitikai miniszter                                              |                   |              |                   |                   |
| Desnitsa Sacheva                                                                     | 2019. December 3. | hivatalban   | GERB              |                   |
| Környezetvédelmi és vízügyi miniszter                                                |                   |              |                   |                   |
| Neno Dimov                                                                           | 2017. május 4.    | hivatalban   | pártonkívüli      |                   |
| Földművelés-, étel- és erdőügyi miniszter                                            |                   |              |                   |                   |
| Desziszlava Taneva                                                                   | 2017. május 4.    | hivatalban   | GERB              |                   |
| Kulturális miniszter                                                                 |                   |              |                   |                   |
| Boli Banov                                                                           | 2017. május 4.    | hivatalban   | pártonkívüli      |                   |